# Alain Gerbault

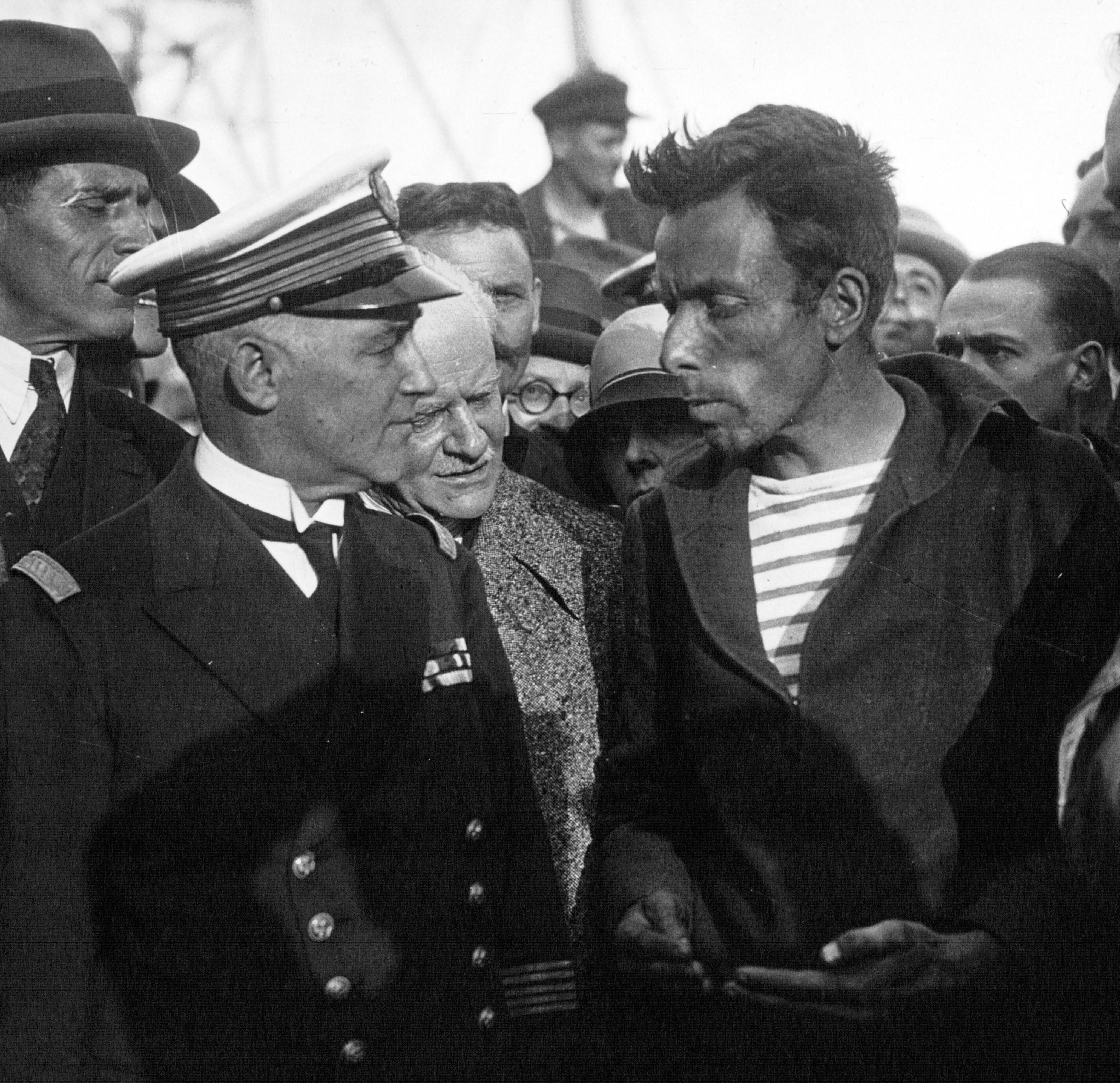
Gerbault (r.), 1929

Alain Gerbault (* 17. November 1893 in Laval; † 16. Dezember 1941 in Dili, heute Osttimor) war ein französischer Segler, Schriftsteller und Tennisspieler. Zwischen 1923 und 1929 umrundete er allein in einem Segelboot die Welt.

## Frühe Jahre und Tenniskarriere
Der aus einer Industriellenfamilie stammende Gerbault studierte Bauingenieurwesen in Dinard. Zu Beginn des Ersten Weltkriegs meldete er sich freiwillig zur Luftwaffe und wurde ein erfolgreicher Pilot. Nach dem Krieg nahm Gerbault an internationalen Tennisturnieren teil. Bei insgesamt sechs Auftritten im Einzel der Wimbledon Championships zwischen 1920 und 1930 kam er jedoch nur 1921 über die erste Runde hinaus. 1922 erreichte er das Finale des Turniers von Monte Carlo, in dem er dem Italiener Mino Balbi di Robecco in drei Sätzen unterlag.

## Weltumsegelung
Bei seinem Aufenthalt in England im Jahr 1921 kaufte Gerbault die Slup Firecrest. Bereits in seiner Jugend hatte er auf der Yacht seines Vaters das Segeln erlernt und beschäftigte sich mit dem Gedanken, einen längeren Segeltörn zu unternehmen.

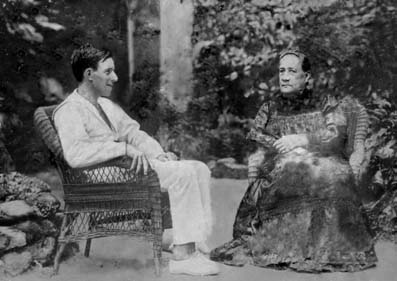
Gerbault, mit Königin Johanna Marau von Tahiti

Am 6. Juni 1923 brach Gerbault von Gibraltar aus zu seiner Weltumsegelung auf. Nach 101 Tagen erreichte er New York. Im September setzte er von dort aus seine Reise fort. Am 1. April 1924 erreichte er bei Colón den Zugang zum Panamakanal, den er anschließend durchquerte. Nach einem kurzen Aufenthalt stach er am 31. Mai erneut in See und kam nach einem Zwischenstopp auf den Galapagosinseln nach 49 Tagen auf Mangareva in Französisch-Polynesien an. Hier hielt er sich knapp zwei Jahre auf verschiedenen Inseln des Marquesas-Archipels und Tahiti auf. Am 21. Mai 1926 setzte er seine Reise fort, überstand bei der Insel Uvea einen schweren Sturm und fuhr über die Torres-Straße in den Indischen Ozean ein. Nach weiteren Zwischenstopps auf den Kokosinseln, Mauritius und Madagaskar erreichte er im Dezember 1927 das südafrikanische Durban. Nach dem Kap der Guten Hoffnung lief er im Atlantik die Inseln St. Helena, Ascension, die Kapverdischen Inseln und zuletzt die Azoren an. Am 26. Juli 1929 traf er schließlich wieder in Le Havre ein, wo ihm ein triumphaler Empfang geboten wurde. Im August wurde er in die französische Ehrenlegion aufgenommen.

## Rückkehr in die Südsee
1932 kehrte Gerbault an Bord eines neuen, nach ihm selbst getauften Boots in die Südsee zurück und verbrachte die folgenden Jahre auf verschiedenen Inseln in Französisch-Polynesien. Er beschäftigte sich intensiv mit Sprache und Kultur der einheimischen Bevölkerung und kritisierte die europäische Kolonisation.
Nach Ausbruch des Zweiten Weltkriegs und der Besetzung Frankreichs durch deutsche Truppen zog sich Gerbault in die neutrale portugiesische Kolonie Timor zurück. Im Dezember 1941 starb er, geschwächt durch verschiedene Tropenkrankheiten und Alkoholismus, im Alter von 48 Jahren in einem Krankenhaus in Dili. Er wurde auf dem Friedhof Santa Cruz beerdigt.

## Werke
- Seul à travers l'Atlantique. Grasset, 1925.
- À la poursuite du soleil, journal de bord. De New York à Tahiti. Grasset, 1929.
- Sur la route du retour. Journal de bord II de Tahiti vers la France. Grasset, 1929.
- En marge des traversées : l'évangile du soleil. Fasquelle, 1932.
- Îles de beauté., Gallimard, 1941.
- Un paradis se meurt., Self 1949.
- Mon bateau l'Alain Gerbault. Amiot-Dumont, 1952.
- O.Z.Y.U. Dernier journal. Grasset, 1952.